# Call of the Night
Yofukashi no Uta (яп. よふかしのうた Ёфукаси но ута, «Песня полуночников»), Call of the Night (с англ. — «Зов ночи») — манга, написанная и проиллюстрированная Котоямой. Публиковалась в журнале Weekly Shonen Sunday издательства Shogakukan с августа 2019 по январь 2024 года и была издана в двадцати томах-танкобонах. Студией Liden Films манга адаптирована в формат аниме-сериала, трансляция которого проходила с июля по сентябрь 2022 года в программном блоке noitaminA телеканала Fuji TV. Премьера второго сезона состоялась в июле 2025 года.
В январе 2023 года Call of the Night выиграла премию манги Shogakukan в категории «сёнэн».

## Сюжет
Ко Ямори, страдающий бессонницей и неспособный найти истинное удовлетворение в своей повседневной жизни, перестал ходить в школу и начинает прогуливаться по улицам ночью. Он встречает девушку по имени Надзуна Нанакуса, оказавшийся вампиршей, которая показывает Ко привлекательность жизни ночного скитальца. Это приводит к тому, что Ко тоже хочет стать вампиром, но для достижения этой цели он должен сначала влюбиться в Надзуну.

## Персонажи

### Главные герои
Ко Ямори (яп. 夜守 コウ Ямори Ко:) — четырнадцатилетний ученик второго класса средней школы, постепенно обнаруживший у себя неудовлетворённость повседневностью. Чтобы внести в свою скучную жизнь новые впечатления, он уходит из дома ночью на прогулку. Ко не очень хорошо ладит с девушками, но пытается влюбиться в Надзуну, чтобы стать вампиром. Его особый навык — притворяться спящим.
Сэйю: Гэн Сато
Надзуна Нанакуса (яп. 七草 ナズナ Нанакуса Надзуна) — «ночная скиталица». Она встречает Ко во время его ночной прогулки, после которой предлагает ему для избавления от забот остаться с ней в заброшенном здании, где, пока он спит, сосёт его кровь. Она очень застенчива, когда дело касается любви, и легко смущается, но любит непристойные шутки и дразнить Ко. Также любит пить пиво.
Сэйю: Сора Амамия

### Люди
Акира Асаи (яп. 朝井 アキラ Асаи Акира) — подруга детства Ко, живущая в том же жилом комплексе.
Сэйю: Юмири Ханамори
Махиру Сэки (яп. 夕 真昼 Сэки Махиру) — популярный парень в школе и один из старых друзей Ко и Акиры. Также, как и Ко, скитается по ночам.
Сэйю: Кэнсё Оно
Киёсуми Сиракава (яп. 白河 清澄 Сиракава Киёсуми) — очень занятая офисная сотрудница и одна из клиенток Надзуны в её массажном салоне. Услышав о её жизненных трудностях из-за напряжённого графика работы, Ко клянется помочь ей, поскольку он чувствует, что у них одинаковые жизненные трудности, и предлагает превратить её в вампира, когда он сам станет вампиром.
Сэйю: Ёко Хикаса
Акихито Акияма (яп. 秋山 昭人 Акияма Акихито) — подчиненный вампирши Сэри. Был спасён Ко и попросил Сэри сделать его вампиром после того, как Ко помог ему и Сэри понять их чувства друг к другу. В манге Ко часто называет его «Мегерой».
Сэйю: Хироюки Ёсино
Анко Угуису (яп. 鶯 餡子 Угуису Анко) — детектив, охотящаяся на вампиров. Заядлая курильщица.
Сэйю: Миюки Савасиро

### Вампиры
Сэри Кикё (яп. 桔梗 セリ Кикё: Сэри) — кокетливая вампирша, внешне выглядящая как гяру. Она встречается с Ко после того, как узнаёт, что Надзуна проводит ночи с человеком, и пытается укусить его, чтобы высосать кровь, пока её не останавливает Надзуна. Плохо ладит с Надзуной, которая иногда называет её «сучкой».
Сэйю: Харука Томацу
Нико Хирата (яп. 平田 ニコ Хирата Нико) — вампирша, работающая учительницей в вечерней школе. Не очень хорошо принимает Ко во время их первой встречи, но готова позволить ему остаться с Надзуной, пока он выполняет свои намерения стать вампиром, а Надзуна продолжает сосать его кровь.
Сэйю: Эри Китамура
Кабура Хонда (яп. 本田 カブラ Хонда Кабура) — вампирша, носящая элегантные платья. Она работает медсестрой в больнице и является приёмной матерью Надзуны.
Сэйю: Сидзука Ито
Мидори Кохакобэ (яп. 小繁縷 ミドリ Кохакобэ Мидори) — вампирша, работающая в мэйд-кафе. Она прекрасно осведомлена о своей красоте, из-за чего в некоторых ситуациях кажется немного самовлюблённой.
Сэйю: Наоми Одзора
Хацука Судзусиро (яп. 蘿蔔 ハツカ Судзусиро Хацука) — вампир-мужчина, выглядящий женственным из-за своего стройного тела, волос до плеч, милого лица и выбора одежды.
Сэйю: Адзуми Ваки
Кику Хосими (яп. 星見 キク Хосими Кику)
Сэйю: Рина Сато
Хару Нанакуса (яп. 七草 ハル Нанакуса Хару)
Сэйю: Маая Утида
LG (яп. エルジー Эрудзи:, «Эл Джи»)
Сэйю: Томокадзу Сугита

## Медиа

### Манга
Call of the Night, написанная и проиллюстрированная Котоямой, является второй работой автора после Dagashi Kashi.
Для своей манги Котояма взял название песни, выпущенной дуэтом Creepy Nuts в 2018 году. Сам дуэт появляется в роли эпизодических персонажей в шестой серии аниме-сериала, причём они сами же себя и озвучивают в качестве приглашённых сэйю.
Манга публиковалась в журнале Weekly Shonen Sunday издательства Shogakukan с 28 августа 2019 по 24 января 2024 года. В начале ноября 2023 года стало известно, что с выпуском восемнадцатого тома начнётся финальная арка манги. Позже было объявлено, что манга завершится на 200-й главе. Всего главы манги были скомпонованы в двадцать томов-танкобонов, издававшихся с 18 ноября 2019 по 18 марта 2024 года.
В июле 2020 года издательство Viz Media приобрело лицензию на публикацию манги на английском языке в Северной Америке.
Со 2 июля 2025 года в Weekly Shonen Sunday публикуется короткая манга Yofukashi no Uta: Rakuen-hen (яп. よふかしのうた -楽園編- Ёфукаси но ута -Ракуэн-хэн-, «Песня полуночников: Арка рая»), которая содержит новую историю.

#### Список томов
| №  | Дата публикации     | ISBN                                               |
| -- | ------------------- | -------------------------------------------------- |
| 01 | 18 ноября 2019 г.   | ISBN 978-4-0912-9492-0                             |
| 02 | 18 февраля 2020 г.  | ISBN 978-4-0912-9556-9                             |
| 03 | 16 апреля 2020 г.   | ISBN 978-4-0985-0064-2                             |
| 04 | 18 августа 2020 г.  | ISBN 978-4-0985-0163-2                             |
| 05 | 16 октября 2020 г.  | ISBN 978-4-0985-0268-4                             |
| 06 | 18 января 2021 г.   | ISBN 978-4-0985-0384-1                             |
| 07 | 16 апреля 2021 г.   | ISBN 978-4-0985-0522-7                             |
| 08 | 16 июля 2021 г.     | ISBN 978-4-0985-0635-4                             |
| 09 | 18 ноября 2021 г.   | ISBN 978-4-0985-0735-1                             |
| 10 | 18 февраля 2022 г.  | ISBN 978-4-0985-0872-3                             |
| 11 | 17 июня 2022 г.     | ISBN 978-4-0985-1127-3                             |
| 12 | 15 июля 2022 г.     | ISBN 978-4-0985-1204-1                             |
| 13 | 15 сентября 2022 г. | ISBN 978-4-0985-1257-7                             |
| 14 | 16 декабря 2022 г.  | ISBN 978-4-0985-1474-8                             |
| 15 | 16 марта 2023 г.    | ISBN 978-4-0985-1767-1                             |
| 16 | 16 июня 2023 г.     | ISBN 978-4-0985-2123-4                             |
| 17 | 18 июля 2023 г.     | ISBN 978-4-0985-2615-4                             |
| 18 | 17 ноября 2023 г.   | ISBN 978-4-0985-2855-4                             |
| 19 | 16 февраля 2024 г.  | ISBN 978-4-0985-3115-8                             |
| 20 | 18 марта 2024 г.    | ISBN 978-4-0985-3196-7 ISBN 978-4-0994-3155-6 (СИ) |

### Аниме
11 ноября 2021 года запущен веб-сайт, на котором было объявлено об адаптации манги в формате аниме-сериала, производством которого занялась студия Liden Films. Режиссёром аниме-сериала стал Томоюки Итамура, главным режиссёром — Тэцуя Мияниси, сценаристом — Митико Ёкотэ, дизайнером персонажей — Харука Сагава, а композитором стал Ёсиаки Дэва. Сериал транслировался с 8 июля по 30 сентября 2022 года в программном блоке noitaminA телеканала Fuji TV. Открывающая песня аниме-сериала — «Daten» (яп. 堕天 Датэн), закрывающая — «Yofukashi no Uta» (яп. よふかしのうた Ёфукаси но ута); обе песни исполнены дуэтом Creepy Nuts.
За пределами Азии аниме-сериал лицензирован сервисом Sentai Filmworks.
11 марта 2024 года был анонсирован второй сезон аниме. Его премьера состоялась 4 июля 2025 года на Fuji TV и других аффилированных с ним телеканалах. Предпремьерный показ первых трёх серий проходил 14 июня в японском кинотеатре United Cinemas Toyosu Screen 10. Открывающая песня второго сезона — «Mirage», закрывающая — «Nemure» (яп. 眠れ Нэмурэ); обе песни вновь исполнены Creepy Nuts.

## Приём

### Манга
В июне 2020 года манга заняла десятое место в голосовании на премию Tsutaya Comic Award. В августе этого же года по итогам голосования заняла седьмое место в категории «Лучшая печатная манга» премии Next Manga Award. В рейтинге «Комиксы 2021 года, рекомендованные сотрудниками национальных книжных магазинов» интернет-магазина Honya Club манга заняла восьмое место из пятнадцати работ. В январе 2023 года манга вместе с серией Ao no Orchestra одержала победу в категории «сёнэн» премии манги Shogakukan. На Japan Expo Awards, которая состоялась в июле 2023 года, манга по результатам голосования получила «Премию „Дарума“ за лучшую новую мангу».
По данным на февраль 2022 года общий тираж манги составил более 1,8 миллиона проданных копий.
Джон К. Смит с сайта Comic Book Resources в обзоре на первый том манги отметил сексуальный юмор, ночное время действия, отношения главных героев и резюмировал обзор словами: «Для тех, кто ищет сверхъестественную романтическую комедию с небольшой глубиной, Call of the Night станет хорошим выбором». Ребекка Сильверман с сайта Anime News Network в обзоре на первый том отметила двусмысленные и сексуальные шутки Надзуны, эмоциальное устремление главного героя и назвала мангу «нетипичной историей о вампирах», поставив в итоге четыре звезды из пяти. Линзи Лавридж назвала мангу «отличным вводом в поджанр» сверхъестественной романтики, похвалила автора за постановку сцен и оценила первый том на четыре звезды из пяти. Обозреватель Anime UK News в рецензии на второй том отметила юмор, отношения главных героев, увлекательную историю и поставила девять баллов из десяти.

### Награды и номинации аниме
| Год  | Награда                  | Результат  | Категория                           | Номинант                                          | Прим.  |
| ---- | ------------------------ | ---------- | ----------------------------------- | ------------------------------------------------- | ------ |
| 2023 | Anime Trending Awards    | 12-е место | Аниме года                          | Call of the Night                                 | [ 55 ] |
| 2023 | Anime Trending Awards    | 8-е место  | Девушка года                        | Надзуна Нанакуса                                  | [ 55 ] |
| 2023 | Anime Trending Awards    | 3-е место  | Девушка года — второй план          | Акира Асаи                                        | [ 55 ] |
| 2023 | Anime Trending Awards    | 7-е место  | Лучшая актриса озвучивания          | Сора Амамия в роли Надзуны Нанакусы               | [ 55 ] |
| 2023 | Anime Trending Awards    | Победа     | Лучшие пейзажи и визуал             | Норихико Ёкомацу, Идзуми Такидзава и Юки Цутимото | [ 56 ] |
| 2023 | Anime Trending Awards    | 7-е место  | Лучший адаптированный сценарий      | Митико Ёкотэ                                      | [ 55 ] |
| 2023 | Anime Trending Awards    | 7-е место  | Лучший актёр озвучивания            | Гэн Сато в роли Ко Ямори                          | [ 55 ] |
| 2023 | Anime Trending Awards    | 3-е место  | Лучший саундтрек                    | Ёсиаки Дэва                                       | [ 55 ] |
| 2023 | Anime Trending Awards    | 4-е место  | Опенинг года                        | «Daten» от Creepy Nuts                            | [ 55 ] |
| 2023 | Anime Trending Awards    | 7-е место  | Пара или шип года                   | Ко и Надзуна                                      | [ 55 ] |
| 2023 | Anime Trending Awards    | 12-е место | Парень года                         | Ко Ямори                                          | [ 55 ] |
| 2023 | Anime Trending Awards    | 4-е место  | Романтическое аниме года            | Call of the Night                                 | [ 55 ] |
| 2023 | Anime Trending Awards    | 4-е место  | Сверхъестественное аниме года       | Call of the Night                                 | [ 55 ] |
| 2023 | Anime Trending Awards    | Победа     | Эндинг года                         | «Yofukashi no Uta» от Creepy Nuts                 | [ 56 ] |
| 2023 | Crunchyroll Anime Awards | Номинация  | Лучший новый сериал                 | Call of the Night                                 | [ 57 ] |
| 2023 | Crunchyroll Anime Awards | Номинация  | Лучший романтический сериал         | Call of the Night                                 | [ 57 ] |
| 2023 | Crunchyroll Anime Awards | Номинация  | Лучший эндинг                       | «Yofukashi no Uta» от Creepy Nuts                 | [ 57 ] |
| 2023 | Reddit Anime Awards      | Победа     | Лучшие задние фоны (выбор зрителей) | Call of the Night                                 | [ 58 ] |
| 2023 | Reddit Anime Awards      | Победа     | Лучший эндинг (выбор зрителей)      | «Yofukashi no Uta» от Creepy Nuts                 | [ 58 ] |